# Bob Ross
Pour les articles homonymes, voir Ross.
Robert Norman Ross, dit Bob Ross est un artiste peintre et animateur de télévision américain né le 29 octobre 1942 à Daytona Beach (Floride) et mort le 4 juillet 1995 à New Smyrna Beach dans le même État.
Il est principalement connu pour son émission de télévision The Joy of Painting qui initie les spectateurs aux techniques picturales, initialement diffusée sur la chaîne américaine Public Broadcasting Service (PBS) de 1983 à 1994, et par la suite à l'étranger (Canada, Mexique et dans quelques pays d'Europe).

## Biographie

### Jeunesse
Bob Ross naît en Floride, à Daytona Beach, et grandit à Orlando. Il a un demi-frère, Jim, qu'il mentionne parfois dans son émission. Alors qu'il travaille comme charpentier avec son père, il perd une partie de son index gauche, sans que cela n'ait d'impact sur sa façon de tenir une palette par la suite.

### Carrière militaire
Dès ses 18 ans, Bob Ross s'engage dans l'US Air Force et sert en tant que technicien chargé des dossiers médicaux. Il monte ensuite en grade et devient sergent au sein de l'U.S. Air Force Clinic, travaillant à la base d'Eielson en Alaska,.
Inspiré par les montagnes enneigées de l'Alaska, Bob Ross en fait un des thèmes récurrents de ses peintures. Il perfectionne alors sa technique picturale rapide, afin de peindre pendant les courtes pauses qu'on lui offre, et pour répandre la joie de la peinture.
Ayant occupé des postes militaires à responsabilités qui l'obligeaient à être, selon ses propres mots, « un gars exigeant et difficile, [...] le gars qui vous oblige à nettoyer les latrines, à faire votre lit, le gars qui vous crie dessus à chaque retard », Bob Ross prend ensuite la résolution, s'il quitte l'armée, de ne jamais crier à nouveau.

### Vie privée
Bob Ross a eu un seul enfant, Robert Stephen « Steven » Ross, avec sa première femme Vivian Ridge. Son fils apparaît occasionnellement dans The Joy of Painting, et devint un enseignant certifié par Bob Ross. Le dernier épisode de la première saison de l’émission de Ross fut un épisode question-réponse où son fils Steven lut une série de questions techniques posées par les téléspectateurs, et pour lesquelles Ross répondit l'une après l'autre et technique par technique, jusqu'à produire une toile complète. Bob Ross et Vivian Ridge divorcent en 1977.
Il n'a eu aucun enfant avec sa seconde femme Jane qui, en 1992, meurt d'un cancer. Bob Ross se remarie une troisième fois, en 1995 avec Lynda Brown, deux mois avant sa mort.

### Maladie et décès
Au début des années 1990, Bob Ross est diagnostiqué d'un cancer des nœuds lymphatiques, ce qui le force à arrêter son émission The Joy of Painting après le dernier épisode, diffusé le 17 mai 1994. Il meurt des suites de son cancer à l'âge de 52 ans, le 4 juillet 1995,. Il est inhumé au Woodlawn Memorial Park en Floride.

## Carrière artistique
Durant son séjour en Alaska, Bob Ross travaillait comme barman à temps partiel lorsqu'il découvrit à la télévision une émission appelée The Magic of Oil Painting (en), animée par le peintre allemand Bill Alexander. Ross étudia avec Alexander et découvrit après qu'il était capable de gagner plus d'argent en vendant ses toiles qu'avec sa solde de l'Air Force. Il prit donc sa retraite après vingt années de service dans l'armée avec le grade de sergent-chef, et devint par la suite célèbre à travers le monde pour avoir créé et animé l'émission de télévision The Joy of Painting.
Avant le lancement de l'émission, Ross essaya de promouvoir sa technique de peinture mais sans grand succès. Il devait également trouver un moyen de réduire ses dépenses, ce qui l'amena à faire permanenter ses cheveux afin d'économiser sur ses frais de coiffeur. Cette « coupe afro » ne lui plaisait pas, mais devint une caractéristique iconique de son image par la suite.
L'émission The Joy of Painting est diffusée pour la première fois du 11 janvier 1983 au 17 mai 1994, mais des rediffusions continuent toujours dans plusieurs pays. Durant chaque épisode, d'une durée d'une demi-heure, Ross apprend au téléspectateur la peinture à l'huile grâce à une technique rapide, utilisant une palette limitée de couleurs et décomposée en étapes simples. La critique d'art Mira Schor le compara à Fred Rogers, animateur de Mister Rogers's Neighborhood, en rapprochant leurs voix douces et leur rythme lent.
Bob Ross connut plus tard le succès en créant une entreprise de 15 millions de dollars pour produire sa propre ligne de matériel de peinture et de guides, mais également en proposant des cours donnés par des enseignants formés à la « méthode Bob Ross ». Dans une interview de 1990, Ross annonça que toutes ses peintures furent données aux chaînes de service public. Ses profits vinrent des ventes de ses vingt livres, de ses cent vidéos, des bénéfices des quelque 150 enseignants formés à ses techniques et de sa ligne de matériel de peinture.
Ross filma également la vie sauvage, en particulier les écureuils, généralement depuis son jardin. Des petits animaux ont souvent fait leur apparition dans The Joy of Painting, y compris durant ses travaux les plus techniques, car Ross avait pour habitude de recueillir les animaux sauvages, blessés ou abandonnés.

### Technique
Ross a utilisé la technique du « humide-sur-humide » (alla prima) dans laquelle le peintre continue d'ajouter de la peinture par-dessus la couche précédente, toujours humide, plutôt que de devoir perdre du temps à attendre que chaque couche sèche.
Depuis son lancement, l'émission de Ross a maintenu un panel d'outils et de couleurs simple, afin que les téléspectateurs n'aient pas à investir beaucoup dans un équipement coûteux. Ross recommandait fréquemment l'usage de diluant sans odeur (white spirit désaromatisé) pour nettoyer les pinceaux. En combinant l'usage de la méthode de peinture humide avec des brosses larges, mais également des couteaux de peintre, il peignait des arbres, des nuages, des montagnes et des cours d'eau en quelques secondes. Chaque peinture est commencée par quelques traits, qui ressemblent plus à des traces de couleur ; au fur et à mesure des ajouts, ces taches finissent par former des paysages complexes,.

### Influences
Ross dédia le premier épisode de la deuxième saison de The Joy of Painting à Bill Alexander, expliquant : « il y a des années de cela, Bill m'a appris cette fantastique technique et j'ai eu le sentiment que comme il m'avait donné ce précieux cadeau, j'avais besoin de le partager avec vous [téléspectateurs] ».
Alors que la popularité de Ross grandissait, ses relations avec Alexander se dégradèrent. Ce dernier annonça au New York Times en 1991 : « Il m'a trahi. J'ai inventé le "humide-sur-humide", je l'ai formé et il pense qu'il peut mieux le faire ». Des historiens de l'art ont indiqué que la technique du humide-sur-humide (ou alla prima) avait en fait été inventée en Flandre au cours du XVe siècle, et fut entre autres utilisée par Frans Hals, Diego Velázquez, le Caravage, Paul Cézanne, John Singer Sargent ou Claude Monet,.
Ross a noté que les paysages qu'il a peints ont été fortement inspirés par son séjour en Alaska, où il était stationné durant la majorité de sa carrière dans l'US Air Force. Il répétait régulièrement dans son émission sa croyance dans le fait que chaque personne était doté d'un talent artistique et pouvait devenir un artiste accompli avec du temps, de la pratique et des encouragements. Il aimait à dire : « on ne fait pas d'erreurs, il n'y a que de joyeux accidents » (happy accidents).
En 2014, le blog FiveThirtyEight réalise une étude statistique des 381 épisodes de l'émission The Joy of Painting dans lesquels Ross peint en direct, concluant que 91 % de ses peintures contenaient au moins un arbre, 44 % des nuages, 39 % des montagnes et 34 % des lacs de montagne. Selon sa propre estimation, Bob Ross a réalisé environ 30 000 peintures au cours de sa vie.

### Style de présentation
Bob Ross est connu pour ses expressions dans son émission de The Joy of Painting, comme « let's add some happy little trees » (« ajoutons de joyeux petits arbres »). Dans la plupart des épisodes, Ross y explique que l'un de ses moments préférés dans la peinture est quand il nettoie son pinceau. Plus précisément, il appréciait sa méthode qui consiste à sécher son pinceau, précédemment trempé dans du solvant désaromatisé, en le frappant contre le chevalet. À la fin de chaque épisode, il disait sa phrase fétiche : « So from all of us here, I'd like to wish you happy painting, and God bless my friend » (« De notre part à tous ici, je vous souhaite une joyeuse peinture et que Dieu vous bénisse, mon ami »).
Interrogé sur son approche décontractée et son attitude calme et heureuse, Bob Ross a un jour répondu dans une de ces émissions : « J'ai reçu une lettre de quelqu'un il y a quelque temps, qui disait : "Bob, tout dans ton monde semble être heureux". C'est certain. C'est pour cela que je peins. C'est parce que je peux créer le type de monde que je veux, et je peux rendre ce monde aussi heureux que je veux. Si vous voulez de mauvaises choses, zappez, regardez les informations ».

## Diffusion sur le web
Toutes les saisons de l'émission The Joy of Painting sont diffusées sur Twitch chaque fin de semaine, sur une chaîne à son nom,, ainsi que sur sa chaîne YouTube.

## Dans la culture populaire

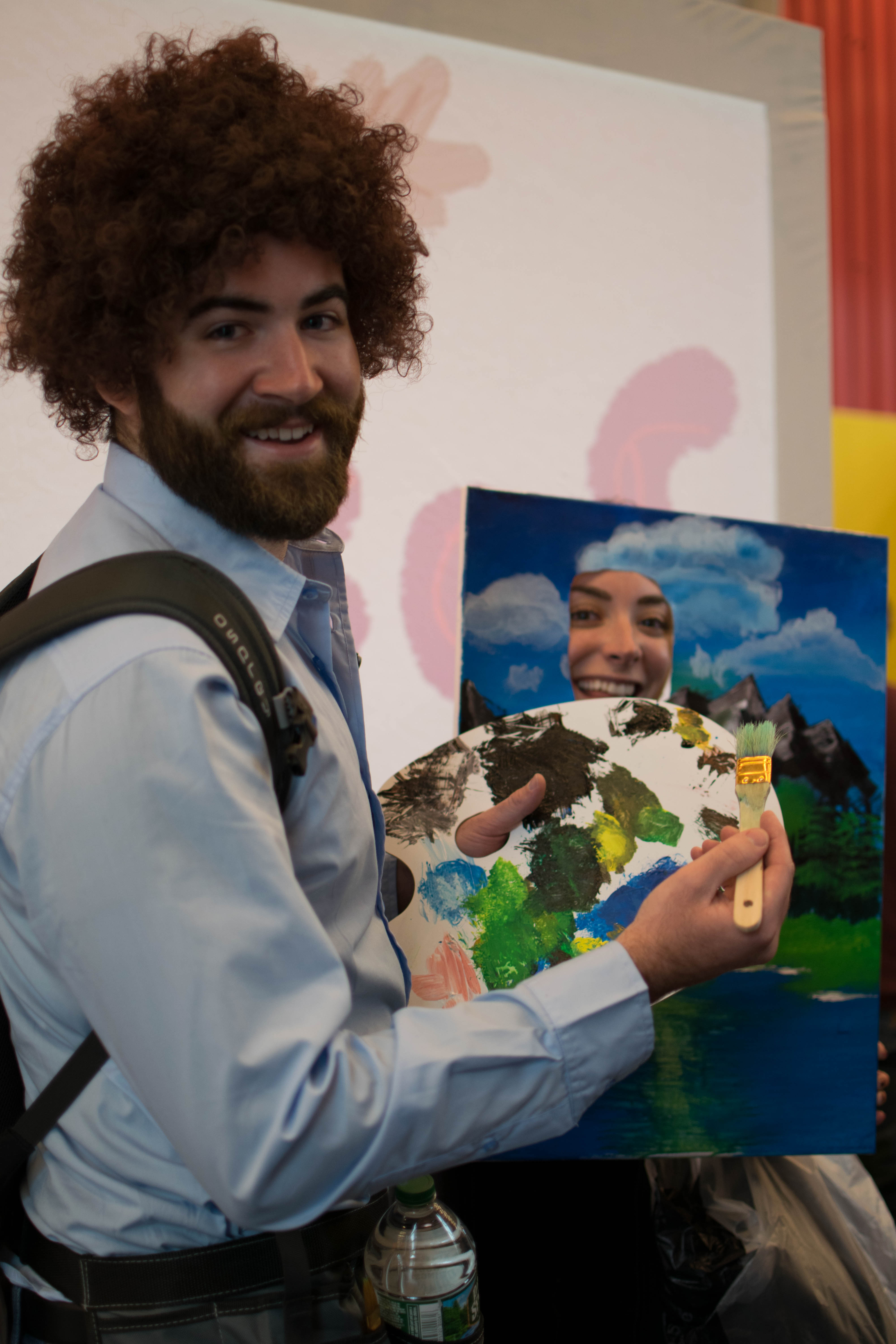
Cosplay de Bob Ross lors de la New York Comic Con 2016, reprenant son apparence dans l'émission The Joy of Painting.

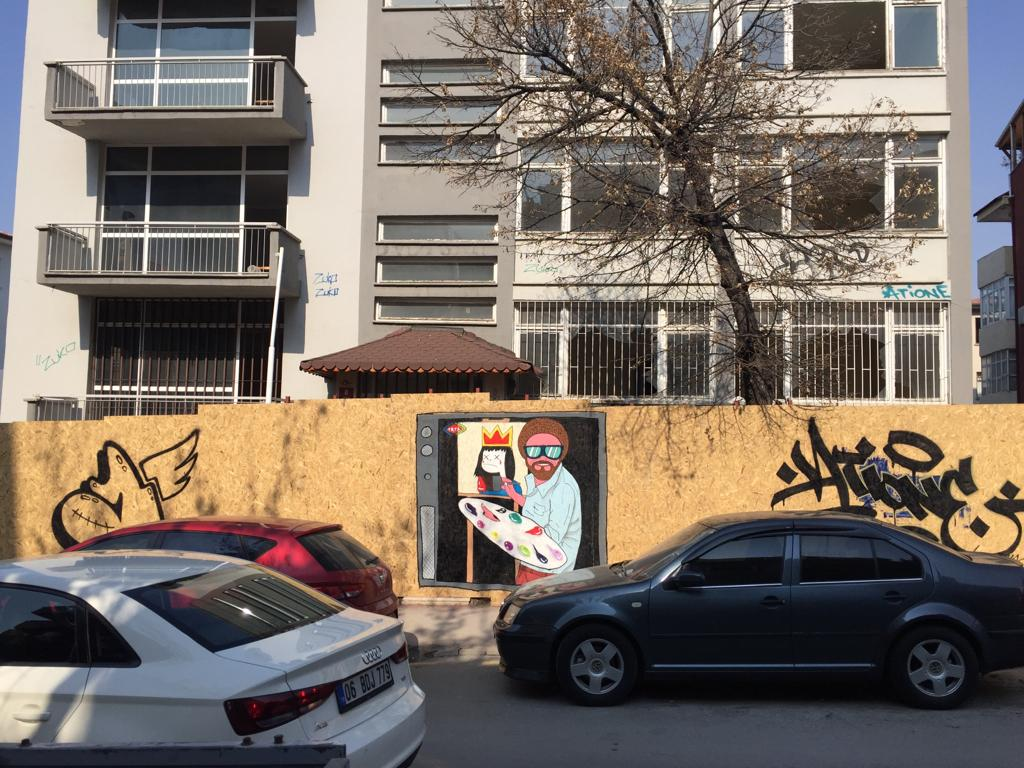
Dessin de rue à Ankara (Çankaya) en 2022, figurant Bob Ross.

### Hommages posthumes
- Le 29 octobre 2012, le moteur de recherche Google célèbre le 70e anniversaire de sa naissance via son Google Doodle. Bob Ross y est représenté dessinant la lettre « g » sur une de ses peintures de paysage, clin d'œil aux derniers ajouts qu'il faisait sur ses toiles[23],[24].
- À partir du 29 octobre 2015, le site de streaming vidéo Twitch diffuse l'intégralité des épisodes de The Joy of Painting pendant 8 jours, en commémoration à ce qui aurait dû être son 73e anniversaire, et également dans le cadre de l'ouverture de Twitch Creative, dédié aux artistes. L'épisode final rassembla plus de 150 000 personnes en direct[25],[26],[27]. Depuis, une chaîne dénommée « Bob Ross Marathon » diffuse ses émissions en continu.

### Cinéma
- Dans la seconde bande annonce du film Deadpool 2, le personnage de Deadpool reprend les codes de l'émission et imite Bob Ross pour présenter son nouveau film.
- Dans le film d'animation Ralph 2.0, le personnage principal, qui cherche à devenir populaire sur les réseaux sociaux, tourne une vidéo dans le style de Bob Ross.

### Télévision
- Dans la série Young Sheldon (saison 5, épisode 9), Le jeune Sheldon, pensant être atteint du « Yips » qui l'empêche de réussir un examen, découvre l'émission de Bob Ross et réalise qu'elle peut l'aider à faire suffisamment le vide dans sa tête pour se débarrasser de son problème.
- Dans la série The Blacklist (saison 1, épisode 18), Raymond Reddington, un des personnages principaux, fait une allusion à Bob Ross.
- Dans la série The Boondocks (épisode « Riley Wuz Here »), un personnage est basé sur Bob Ross[28].
- Dans la série My Little Pony: Friendship is Magic (épisode « What about Discord? »), le personnage de Discord apparaît vêtu de manière similaire à Bob Ross, copiant ses cheveux afro et sa barbe pendant qu'il peint sur une toile d'une manière similaire à lui[29]. Discord parle de « happy accident », en référence à la locution culte du peintre « happy accidents » (« joyeux accidents ») dans ses émissions.
- Dans la série Les Griffins (saison 2, épisode 12, « Certains l'aiment Chauve », « Fifteen minutes of shame »), le gag d'introduction présente Peter en train de suivre l'émission de Bob Ross.
- Dans le dessin animé Regular Show (saison 5, épisode 24), Mordecai suit un tutoriel vidéo pour apprendre à peindre présenté par un homme ressemblant trait pour trait à Bob Ross et s'exprimant comme lui.
- Dans la série Euphoria (saison 1, épisode 6), le personnage de Lexi Howard (Maude Apatow) se déguise en Bob Ross.
- Dans la série Zero Day (saison 1, épisode 2), Bob Ross apparaît à la télévision alors que le personnage George Mullen vient de vivre des hallucinations visuelles et auditives.

### Web-séries
- Dans la saison 3 d’Epic Rap Battles of History, Bob Ross affronte le peintre espagnol Pablo Picasso.
- Dans le webcomic Belzebubs, un personnage nommé Belzebob Ross fait une brève apparition à la télévision. Il y peint une toile arborant des démons torturant des humains. Le personnage arbore sa coiffure caractéristique en plus d'avoir le visage couvert de Corpse paint.
- Dans le webtoon The boxer, le commentateur et ancien combattant « Bob Noriss » est un personnage faisant référence a Bob Ross (en abordant la même coupe afro et la même pilosité) ; son nom est aussi une référence a Chuck Norris.